# 2024-es Clausura mexikói labdarúgó-bajnokság (első osztály)
A mexikói labdarúgó-bajnokság első osztályának 2024-es Clausura szezonja 18 csapat részvételével 2024. január 12-én kezdődött.
A bajnokságot a címvédő América nyerte meg, amelynek ez volt történetének tizenötödik győzelme. A második helyen a Cruz Azul végzett.

## Előzmények
Az előző szezont, a 2023-es Aperturát az América nyerte meg.

## Csapatok
| Csapat                       | Város              | Állam              | Stadion                | Edző (a szezon elején) |
| ---------------------------- | ------------------ | ------------------ | ---------------------- | ---------------------- |
| América                      | Mexikóváros        | Szövetségi kerület | Azteca                 | André Jardine          |
| Atlas                        | Guadalajara        | Jalisco            | Jalisco                | Beñat San José         |
| Cruz Azul                    | Mexikóváros        | Szövetségi Kerület | Azul                   | Martín Anselmi         |
| Guadalajara                  | Guadalajara        | Jalisco            | Omnilife               | Fernando Gago          |
| FC Juárez                    | Ciudad Juárez      | Chihuahua          | Benito Juárez          | Diego Mejía            |
| León                         | León               | Guanajuato         | León                   | Jorge Bava             |
| Mazatlán FC                  | Mazatlán           | Sinaloa            | El Kraken              | Ismael Rescalvo        |
| Monterrey                    | Monterrey          | Új-León            | BBVA Bancomer          | Fernando Ortiz         |
| Necaxa                       | Aguascalientes     | Aguascalientes     | Victoria               | Eduardo Fentanes       |
| Pachuca                      | Pachuca de Soto    | Hidalgo            | Hidalgo                | Guillermo Almada       |
| Puebla                       | Puebla de Zaragoza | Puebla             | Cuauhtémoc             | Eduardo Arce           |
| Pumas (Universidad Nacional) | Mexikóváros        | Szövetségi Kerület | Olímpico Universitario | Gustavo Lema           |
| Querétaro                    | Querétaro          | Querétaro          | Corregidora            | Mauro Gerk             |
| San Luis                     | San Luis Potosí    | San Luis Potosí    | Alfonso Lastras        | Gustavo Leal           |
| Santos Laguna                | Torreón            | Coahuila           | TSM Corona             | Pablo Repetto          |
| Tigres                       | Monterrey          | Új-León            | Universitario          | Robert Siboldi         |
| Tijuana                      | Tijuana            | Alsó-Kalifornia    | Caliente               | Miguel Herrera         |
| Toluca                       | Toluca de Lerdo    | México             | Nemesio Díez           | Renato Paiva           |

## Az alapszakasz eredménye
Az alapszakasz 18 fordulóból állt, az első hat közvetlenül a rájátszás negyeddöntőjébe jutott, a következő 4 helyezett pedig szintén mérkőzéseket játszott egymással a negyeddöntőbe jutásért.
| #   | Csapat      | M  | GY | D | V  | G+ – G– | GK  | P  | Megjegyzések |
| --- | ----------- | -- | -- | - | -- | ------- | --- | -- | ------------ |
| 1.  | América     | 17 | 10 | 5 | 2  | 30–12   | +18 | 35 |              |
| 2.  | Cruz Azul   | 17 | 10 | 3 | 4  | 23–14   | +9  | 33 |              |
| 3.  | Toluca      | 17 | 9  | 5 | 3  | 38–23   | +15 | 32 |              |
| 4.  | Monterrey   | 17 | 9  | 5 | 3  | 32–19   | +13 | 32 |              |
| 5.  | Tigres      | 17 | 9  | 4 | 4  | 34–23   | +11 | 31 |              |
| 6.  | Guadalajara | 17 | 9  | 4 | 4  | 24–17   | +7  | 31 |              |
| 7.  | Pachuca     | 17 | 9  | 2 | 6  | 34–27   | +7  | 29 |              |
| 8.  | Pumas       | 17 | 7  | 6 | 4  | 27–22   | +5  | 27 |              |
| 9.  | Necaxa      | 17 | 7  | 6 | 4  | 30–29   | +1  | 27 |              |
| 10. | Querétaro   | 17 | 6  | 6 | 5  | 22–21   | +1  | 24 |              |
| 11. | León        | 17 | 7  | 3 | 7  | 23–25   | −2  | 24 |              |
| 12. | Juárez      | 17 | 3  | 5 | 9  | 18–26   | −8  | 14 |              |
| 13. | San Luis    | 17 | 5  | 2 | 10 | 25–34   | −9  | 17 |              |
| 14. | Mazatlán    | 17 | 4  | 4 | 9  | 21–32   | −11 | 16 |              |
| 15. | Santos      | 17 | 4  | 3 | 10 | 15–28   | −13 | 15 |              |
| 16. | Tijuana     | 17 | 2  | 8 | 7  | 21–30   | −9  | 14 |              |
| 17. | Atlas       | 17 | 3  | 5 | 9  | 21–31   | −10 | 14 |              |
| 18. | Puebla      | 17 | 1  | 2 | 14 | 18–43   | −25 | 5  |              |

Utolsó frissítés: 2024. április 29. 
Forrás: A bajnokság hivatalos honlapja 
A rangsorolás alapszabályai: 1. összpontszám, 2. egymás elleni eredmények összpontszáma, 3. gólkülönbség, 4. szerzett gólok száma.
(B): Bajnokcsapat, (K): Kieső csapat, (F): Feljutó csapat, (I): Kupainduló, (R): A rájátszás győztese, (KGY): Kupagyőztes

## Rájátszás

### Mérkőzések a negyeddöntőbe jutásért
Először az alapszakasz 7. és 8. helyezettje játszott egymással, valamin a 9. és a 10. helyezett. Az első mérkőzés győztese rögtön bejutott a negyeddöntőbe, a vesztese pedig a második mérkőzés győztesével találkozott a továbbjutásért.
| Dátum (mexikói idő) | Mérkőzés           | Eredmény  |
| ------------------- | ------------------ | --------- |
| 2024. május 2.      | Necaxa – Querétaro | 1–1 (3–2) |
| 2024. május 2.      | Pachuca – Pumas    | 0–0 (3–5) |
| 2024. május 5.      | Pachuca – Necaxa   | 2–1       |

A negyeddöntőben és az elődöntőben az a szabály, hogy ha a két meccs összesítve döntetlen, és az idegenbeli gól is egyenlő, akkor nincs hosszabbítás és tizenegyespárbaj, hanem az a csapat jut tovább, amelyik az alapszakaszban jobb helyen végzett.
A negyeddöntők első mérkőzéseit május 8-án és 9-én, a visszavágókat 11-én és 12-én játszották. Az elődöntőkre május 15-én, 16-án, 18-án és 19-én kerül sor.
|  | Negyeddöntők                 | Negyeddöntők                 | Negyeddöntők | Negyeddöntők | Negyeddöntők |   |             | Elődöntők   | Elődöntők | Elődöntők | Elődöntők | Elődöntők |  |  | Döntő | Döntő | Döntő | Döntő | Döntő |  |
|  |                              |                              |              |              |              |   |             |             |           |           |           |           |  |  |       |       |       |       |       |  |
|  | Tigres                       | Tigres                       | 1            | 1            | 2            |   |             |             |           |           |           |           |  |  |       |       |       |       |       |  |
|  | Tigres                       | Tigres                       | 1            | 1            | 2            |   |             |             |           |           |           |           |  |  |       |       |       |       |       |  |
|  | Monterrey                    | Monterrey                    | 2            | 1            | 3            |   |             |             |           |           |           |           |  |  |       |       |       |       |       |  |
|  | Monterrey                    | Monterrey                    | 2            | 1            | 3            |   | Monterrey   | Monterrey   | 0         | 2         | 2         |           |  |  |       |       |       |       |       |  |
|  |                              |                              |              |              |              |   | Monterrey   | Monterrey   | 0         | 2         | 2         |           |  |  |       |       |       |       |       |  |
|  |                              |                              | Cruz Azul    | Cruz Azul    | 1            | 1 | 2           |             |           |           |           |           |  |  |       |       |       |       |       |  |
|  | Pumas (Universidad Nacional) | Pumas (Universidad Nacional) | Cruz Azul    | Cruz Azul    | 1            | 1 | 2           | 0           | 2         | 2         |           |           |  |  |       |       |       |       |       |  |
|  | Pumas (Universidad Nacional) | Pumas (Universidad Nacional) |              |              |              |   |             |             |           | 2         |           |           |  |  |       |       |       |       |       |  |
|  | Cruz Azul                    | Cruz Azul                    | 2            | 2            | 4            |   |             |             |           |           |           |           |  |  |       |       |       |       |       |  |
|  | Cruz Azul                    | Cruz Azul                    | 2            | 2            | 4            |   | Cruz Azul   | Cruz Azul   | 1         | 0         | 1         |           |  |  |       |       |       |       |       |  |
|  |                              |                              |              |              |              |   |             |             |           |           |           |           |  |  |       |       |       |       |       |  |
|  |                              |                              | América      | América      | 1            | 1 | 2           |             |           |           |           |           |  |  |       |       |       |       |       |  |
|  | Guadalajara                  | Guadalajara                  | América      | América      | 1            | 1 | 2           | 1           | 0         | 1         |           |           |  |  |       |       |       |       |       |  |
|  | Guadalajara                  | Guadalajara                  |              |              |              |   |             |             |           | 1         |           |           |  |  |       |       |       |       |       |  |
|  | Toluca                       | Toluca                       | 0            | 0            | 0            |   |             |             |           |           |           |           |  |  |       |       |       |       |       |  |
|  | Toluca                       | Toluca                       | 0            | 0            | 0            |   | Guadalajara | Guadalajara | 0         | 0         | 0         |           |  |  |       |       |       |       |       |  |
|  |                              |                              |              |              |              |   | Guadalajara | Guadalajara | 0         | 0         | 0         |           |  |  |       |       |       |       |       |  |
|  |                              |                              | América      | América      | 0            | 1 | 1           |             |           |           |           |           |  |  |       |       |       |       |       |  |
|  | Pachuca                      | Pachuca                      | América      | América      | 0            | 1 | 1           | 1           | 1         | 2         |           |           |  |  |       |       |       |       |       |  |
|  | Pachuca                      | Pachuca                      |              |              |              |   |             |             |           | 2         |           |           |  |  |       |       |       |       |       |  |
|  | América                      | América                      | 1            | 1            | 2            |   |             |             |           |           |           |           |  |  |       |       |       |       |       |  |

## Együttható-táblázat
Az együttható-táblázat a csapatok (a jelenlegit is beleszámítva) utolsó hat első osztályú szezonjának alapszakaszában elért pontok átlagát tartalmazza négy tizedesre kerekítve, de ha egy csapat időközben volt másodosztályú is, akkor az az előtti időszak eredményei nincsenek benne.
Eredetileg ez a táblázat szolgált volna arra, hogy a szezon végén megállapítsák a másodosztályba kieső csapatot, de mivel ideiglenesen az a szabály is érvényben volt, hogy nem lehet kiesni a másodosztályba, ezért az együttható-táblázat utolsó helyezettjei a kiesés helyett jelentős pénzösszeg befizetésére voltak kötelezve, a pénzt pedig a másodosztály győztesei kapták.
| Csapat      | Összpontszám | Mérkőzések | Együttható |
| ----------- | ------------ | ---------- | ---------- |
| América     | 208          | 102        | 2,0392     |
| Monterrey   | 188          | 102        | 1,8431     |
| Tigres      | 177          | 102        | 1,7353     |
| Pachuca     | 170          | 102        | 1,6667     |
| Guadalajara | 162          | 102        | 1,5882     |
| Toluca      | 157          | 102        | 1,5392     |
| León        | 149          | 102        | 1,4608     |
| Cruz Azul   | 146          | 102        | 1,4314     |
| Santos      | 134          | 102        | 1,3137     |
| Pumas       | 130          | 102        | 1,2745     |
| Querétaro   | 43           | 34         | 1,2647     |
| Atlas       | 122          | 102        | 1,1961     |
| Puebla      | 122          | 102        | 1,1961     |
| San Luis    | 120          | 102        | 1,1765     |
| Necaxa      | 118          | 102        | 1,1569     |
| Mazatlán    | 103          | 102        | 1,0098     |
| Tijuana     | 99           | 102        | 0,9706     |
| Juárez      | 66           | 68         | 0,9706     |

## Eredmények

### Alapszakasz

#### Fordulónként

##### 1. forduló
| Dátum (mexikói idő) | Mérkőzés             | Eredmény |
| ------------------- | -------------------- | -------- |
| 2024. január 12.    | Querétaro – Toluca   | 2–2      |
| 2024. január 12.    | Mazatlán – San Luis  | 0–1      |
| 2024. január 13.    | Cruz Azul – Pachuca  | 0–1      |
| 2024. január 13.    | Guadalajara – Santos | 1–1      |
| 2024. január 13.    | Monterrey – Puebla   | 2–0      |
| 2024. január 13.    | Tijuana – América    | 0–2      |
| 2024. január 14.    | Pumas – Juárez       | 1–0      |
| 2024. január 14.    | Necaxa – Atlas       | 2–1      |
| 2024. január 17.    | León – Tigres        | 1–2      |

##### 2. forduló
| Dátum (mexikói idő) | Mérkőzés             | Eredmény |
| ------------------- | -------------------- | -------- |
| 2024. január 19.    | Puebla – Necaxa      | 1–2      |
| 2024. január 19.    | San Luis – Pumas     | 3–1      |
| 2024. január 19.    | Juárez – Cruz Azul   | 0–0      |
| 2024. január 20.    | Toluca – Mazatlán    | 4–1      |
| 2024. január 20.    | América – Querétaro  | 2–0      |
| 2024. január 20.    | Atlas – Tijuana      | 0–0      |
| 2024. január 21.    | Tigres – Guadalajara | 1–0      |
| 2024. január 21.    | Santos – Monterrey   | 0–2      |
| 2024. február 7.    | Pachuca – León       | 3–2      |

##### 3. forduló
| Dátum (mexikói idő) | Mérkőzés              | Eredmény |
| ------------------- | --------------------- | -------- |
| 2024. január 26.    | Puebla – Toluca       | 1–1      |
| 2024. január 26.    | Tijuana – Guadalajara | 1–1      |
| 2024. január 27.    | Cruz Azul – Mazatlán  | 2–1      |
| 2024. január 27.    | León – Santos         | 3–2      |
| 2024. január 27.    | Monterrey – San Luis  | 3–1      |
| 2024. január 27.    | Necaxa – América      | 0–0      |
| 2024. január 28.    | Pumas – Pachuca       | 3–1      |
| 2024. január 28.    | Atlas – Juárez        | 2–1      |
| 2024. január 28.    | Querétaro – Tigres    | 1–1      |

##### 4. forduló
| Dátum (mexikói idő) | Mérkőzés              | Eredmény |
| ------------------- | --------------------- | -------- |
| 2024. január 24.    | San Luis – Tigres     | 1–2      |
| 2024. január 24.    | Monterrey – Querétaro | 1–1      |
| 2024. január 24.    | Juárez – América      | 0–2      |
| 2024. január 30.    | Cruz Azul – Tijuana   | 1–0      |
| 2024. január 30.    | Mazatlán – León       | 2–2      |
| 2024. január 30.    | Santos – Puebla       | 3–0      |
| 2024. január 30.    | Guadalajara – Toluca  | 3–2      |
| 2024. január 31.    | Pachuca – Atlas       | 4–3      |
| 2024. január 31.    | Pumas – Necaxa        | 2–2      |

##### 5. forduló
| Dátum (mexikói idő) | Mérkőzés               | Eredmény |
| ------------------- | ---------------------- | -------- |
| 2024. február 2.    | Querétaro – Cruz Azul  | 1–3      |
| 2024. február 2.    | Puebla – Mazatlán      | 3–2      |
| 2024. február 3.    | Toluca – León          | 4–1      |
| 2024. február 3.    | Juárez – Necaxa        | 2–2      |
| 2024. február 3.    | Tigres – Pumas         | 2–2      |
| 2024. február 3.    | Pachuca – Tijuana      | 3–2      |
| 2024. február 3.    | América – Monterrey    | 1–1      |
| 2024. február 4.    | Atlas – Santos         | 3–0      |
| 2024. február 4.    | San Luis – Guadalajara | 0–2      |

##### 6. forduló
| Dátum (mexikói idő) | Mérkőzés             | Eredmény |
| ------------------- | -------------------- | -------- |
| 2024. február 9.    | Mazatlán – Atlas     | 2–0      |
| 2024. február 9.    | Tijuana – Querétaro  | 1–1      |
| 2024. február 10.   | Necaxa – Toluca      | 3–3      |
| 2024. február 10.   | Guadalajara – Juárez | 2–1      |
| 2024. február 10.   | León – América       | 0–1      |
| 2024. február 10.   | Cruz Azul – San Luis | 3–0      |
| 2024. február 10.   | Monterrey – Pachuca  | 3–2      |
| 2024. február 10.   | Santos – Tigres      | 0–3      |
| 2024. február 11.   | Pumas – Puebla       | 3–0      |

##### 7. forduló
| Dátum (mexikói idő) | Mérkőzés               | Eredmény |
| ------------------- | ---------------------- | -------- |
| 2024. február 16.   | Querétaro – Necaxa     | 1–1      |
| 2024. február 16.   | Mazatlán – Guadalajara | 2–2      |
| 2024. február 17.   | San Luis – Tijuana     | 3–3      |
| 2024. február 17.   | Pachuca – América      | 2–1      |
| 2024. február 17.   | Cruz Azul – Tigres     | 1–0      |
| 2024. február 18.   | Atlas – León           | 0–1      |
| 2024. február 18.   | Pumas – Santos         | 3–0      |
| 2024. február 18.   | Monterrey – Toluca     | 0–0      |
| 2024. március 23.   | Juárez – Puebla        | 4–3      |

##### 8. forduló
| Dátum (mexikói idő) | Mérkőzés            | Eredmény |
| ------------------- | ------------------- | -------- |
| 2024. február 23.   | Puebla – Querétaro  | 0–2      |
| 2024. február 23.   | Necaxa – Pachuca    | 1–1      |
| 2024. február 23.   | Juárez – Monterrey  | 0–3      |
| 2024. február 24.   | León – San Luis     | 1–0      |
| 2024. február 24.   | Tigres – Atlas      | 1–1      |
| 2024. február 24.   | Guadalajara – Pumas | 3–1      |
| 2024. február 24.   | América – Cruz Azul | 1–0      |
| 2024. február 25.   | Toluca – Tijuana    | 2–0      |
| 2024. február 25.   | Santos – Mazatlán   | 1–0      |

##### 9. forduló
| Dátum (mexikói idő) | Mérkőzés             | Eredmény |
| ------------------- | -------------------- | -------- |
| 2024. február 14.   | Atlas – Pumas        | 0–0      |
| 2024. február 20.   | Puebla – Pachuca     | 1–4      |
| 2024. február 20.   | Necaxa – Guadalajara | 1–0      |
| 2024. február 21.   | Toluca – Santos      | 1–0      |
| 2024. február 21.   | León – Cruz Azul     | 2–3      |
| 2024. február 21.   | América – Mazatlán   | 2–2      |
| 2024. február 27.   | Querétaro – San Luis | 4–1      |
| 2024. február 28.   | Tigres – Juárez      | 1–0      |
| 2024. február 28.   | Tijuana – Monterrey  | 1–1      |

##### 10. forduló
| Dátum (mexikói idő) | Mérkőzés                | Eredmény |
| ------------------- | ----------------------- | -------- |
| 2024. március 1.    | Querétaro – Santos      | 0–1      |
| 2024. március 1.    | San Luis – Puebla       | 4–0      |
| 2024. március 1.    | Mazatlán – Necaxa       | 2–1      |
| 2024. március 2.    | Toluca – Tigres         | 2–1      |
| 2024. március 2.    | Pachuca – Juárez        | 3–2      |
| 2024. március 2.    | Cruz Azul – Guadalajara | 3–0      |
| 2024. március 2.    | Atlas – América         | 1–5      |
| 2024. március 3.    | Monterrey – Pumas       | 3–0      |
| 2024. március 3.    | Tijuana – León          | 1–1      |

##### 11. forduló
| Dátum (mexikói idő) | Mérkőzés             | Eredmény |
| ------------------- | -------------------- | -------- |
| 2024. március 8.    | Puebla – Atlas       | 2–2      |
| 2024. március 8.    | Necaxa – San Luis    | 3–1      |
| 2024. március 8.    | Juárez – Toluca      | 1–1      |
| 2024. március 9.    | Guadalajara – León   | 1–2      |
| 2024. március 9.    | Pachua – Querétaro   | 1–2      |
| 2024. március 9.    | Santos – Cruz Azul   | 3–0      |
| 2024. március 9.    | América – Tigres     | 2–0      |
| 2024. március 10.   | Pumas – Tijuana      | 3–3      |
| 2024. március 10.   | Monterrey – Mazatlán | 2–1      |

##### 12. forduló
| Dátum (mexikói idő) | Mérkőzés              | Eredmény |
| ------------------- | --------------------- | -------- |
| 2024. március 15.   | Querétaro – Juárez    | 1–0      |
| 2024. március 15.   | Tijuana – Santos      | 2–2      |
| 2024. március 16.   | Cruz Azul – Necaxa    | 1–2      |
| 2024. március 16.   | León – Puebla         | 2–1      |
| 2024. március 16.   | Tigres – Mazatlán     | 5–1      |
| 2024. március 16.   | Guadalajara – América | 0–0      |
| 2024. március 17.   | Atlas – Monterrey     | 1–2      |
| 2024. március 17.   | San Luis – Pachuca    | 2–1      |
| 2024. március 17.   | Toluca – Pumas        | 3–0      |

##### 13. forduló
| Dátum (mexikói idő) | Mérkőzés                | Eredmény |
| ------------------- | ----------------------- | -------- |
| 2024. március 29.   | Puebla – Tigres         | 2–3      |
| 2024. március 29.   | Mazatlán – Tijuana      | 2–0      |
| 2024. március 30.   | América – San Luis      | 2–1      |
| 2024. március 30.   | Pachuca – Toluca        | 2–3      |
| 2024. március 30.   | Monterrey – Guadalajara | 0–2      |
| 2024. március 30.   | Pumas – Cruz Azul       | 0–0      |
| 2024. március 31.   | Atlas – Querétaro       | 2–3      |
| 2024. március 31.   | Necaxa – León           | 1–2      |
| 2024. március 31.   | Juárez – Santos         | 2–1      |

##### 14. forduló
| Dátum (mexikói idő) | Mérkőzés              | Eredmény |
| ------------------- | --------------------- | -------- |
| 2024. április 5.    | Mazatlán – Pumas      | 0–4      |
| 2024. április 5.    | Tijuana – Necaxa      | 2–3      |
| 2024. április 6.    | León – Querétaro      | 0–2      |
| 2024. április 6.    | Tigres – Pachuca      | 0–3      |
| 2024. április 6.    | Guadalajara – Puebla  | 3–2      |
| 2024. április 6.    | Cruz Azul – Monterrey | 2–1      |
| 2024. április 6.    | Santos – América      | 1–1      |
| 2024. április 7.    | Toluca – Atlas        | 4–1      |
| 2024. április 7.    | San Luis – Juárez     | 2–2      |

##### 15. forduló
| Dátum (mexikói idő) | Mérkőzés              | Eredmény |
| ------------------- | --------------------- | -------- |
| 2024. április 12.   | Querétaro – Mazatlán  | 0–2      |
| 2024. április 12.   | Necaxa – Santos       | 2–0      |
| 2024. április 12.   | Puebla – Cruz Azul    | 0–1      |
| 2024. április 13.   | Pachuca – Guadalajara | 0–1      |
| 2024. április 13.   | América – Toluca      | 5–1      |
| 2024. április 13.   | Monterrey – Tigres    | 3–3      |
| 2024. április 14.   | Atlas – San Luis      | 2–1      |
| 2024. április 14.   | Pumas – León          | 1–0      |
| 2024. április 14.   | Juárez – Tijuana      | 0–1      |

##### 16. forduló
| Dátum (mexikói idő) | Mérkőzés                | Eredmény |
| ------------------- | ----------------------- | -------- |
| 2024. április 19.   | Mazatlán – Juárez       | 0–2      |
| 2024. április 19.   | San Luis – Toluca       | 1–5      |
| 2024. április 19.   | Tijuana – Puebla        | 3–1      |
| 2024. április 20.   | León – Monterrey        | 2–0      |
| 2024. április 20.   | Tigres – Necaxa         | 5–2      |
| 2024. április 20.   | Guadalajara – Querétaro | 2–0      |
| 2024. április 20.   | Santos – Pachuca        | 0–2      |
| 2024. április 20.   | Pumas – América         | 2–1      |
| 2024. április 21.   | Cruz Azul – Atlas       | 2–2      |

##### 17. forduló
| Dátum (mexikói idő) | Mérkőzés            | Eredmény |
| ------------------- | ------------------- | -------- |
| 2024. április 26.   | Puebla – América    | 1–2      |
| 2024. április 26.   | Querétaro – Pumas   | 1–1      |
| 2024. április 27.   | Juárez – León       | 1–1      |
| 2024. április 27.   | Tigres – Tijuana    | 4–1      |
| 2024. április 27.   | Toluca – Cruz Azul  | 0–1      |
| 2024. április 27.   | Pachuca – Mazatlán  | 1–1      |
| 2024. április 27.   | Atlas – Guadalajara | 0–1      |
| 2024. április 28.   | Necaxa – Monterrey  | 2–5      |
| 2024. április 28.   | Santos – San Luis   | 0–3      |

#### Kereszttábla
| Hazai \ Vendég1 | AMÉ | ATL | CRZ | GUA | JUÁ | LEÓ | MAZ | MTY | NEC | PAC | PUE | PUM | QUE | SLU | SAN | TIG | TIJ | TOL |
| América         |     |     | 1–0 |     |     |     | 2–2 | 1–1 |     |     |     |     | 2–0 | 2–1 |     | 2–0 |     | 5–1 |
| Atlas           | 1–5 |     |     | 0–1 | 2–1 | 0–1 |     | 1–2 |     |     |     | 0–0 | 2–3 | 2–1 | 3–0 |     | 0–0 |     |
| Cruz Azul       |     | 2–2 |     | 3–0 |     |     | 2–1 | 2–1 | 1–2 | 0–1 |     |     |     | 3–0 |     | 1–0 | 1–0 |     |
| Guadalajara     | 0–0 |     |     |     | 2–1 | 1–2 |     |     |     |     | 3–2 | 3–1 | 2–0 |     | 1–1 |     |     | 3–2 |
| Juárez          | 0–2 |     | 0–0 |     |     | 1–1 |     | 0–3 | 2–2 |     | 4–3 |     |     |     | 2–1 |     | 0–1 | 1–1 |
| León            | 0–1 |     | 2–3 |     |     |     |     | 2–0 |     |     | 2–1 |     | 0–2 | 1–0 | 3–2 | 1–2 |     |     |
| Mazatlán        |     | 2–0 |     | 2–2 | 0–2 | 2–2 |     |     | 2–1 |     |     | 0–4 |     | 0–1 |     |     | 2–0 |     |
| Monterrey       |     |     |     | 0–2 |     |     | 2–1 |     |     | 3–2 | 2–0 | 3–0 | 1–1 | 3–1 |     | 3–3 |     | 0–0 |
| Necaxa          | 0–0 | 2–1 |     | 1–0 |     | 1–2 |     | 2–5 |     | 1–1 |     |     |     | 3–1 | 2–0 |     |     | 3–3 |
| Pachuca         | 2–1 | 4–3 |     | 0–1 | 3–2 | 3–2 | 1–1 |     |     |     |     |     | 1–2 |     |     |     | 3–2 | 2–3 |
| Puebla          | 1–2 | 2–2 | 0–1 |     |     |     | 3–2 |     | 1–2 | 1–4 |     |     | 0–2 |     |     | 2–3 |     | 1–1 |
| Pumas           | 2–1 |     | 0–0 |     | 1–0 | 1–0 |     |     | 2–2 | 3–1 | 3–0 |     |     |     | 3–0 |     | 3–3 |     |
| Querétaro       |     |     | 1–3 |     | 1–0 |     | 0–2 |     | 1–1 |     |     | 1–1 |     | 4–1 | 0–1 | 1–1 |     | 2–2 |
| San Luis        |     |     |     | 0–2 | 2–2 |     |     |     |     | 2–1 | 4–0 | 3–1 |     |     |     | 1–2 | 3–3 | 1–5 |
| Santos          | 1–1 |     | 3–0 |     |     |     | 1–0 | 0–2 |     | 0–2 | 3–0 |     |     | 0–3 |     | 0–3 |     |     |
| Tigres          |     | 1–1 |     | 1–0 | 1–0 |     | 5–1 |     | 5–2 | 0–3 |     | 2–2 |     |     |     |     | 4–1 |     |
| Tijuana         | 0–2 |     |     | 1–1 |     | 1–1 |     | 1–1 | 2–3 |     | 3–1 |     | 1–1 |     | 2–2 |     |     |     |
| Toluca          |     | 4–1 | 0–1 |     |     | 4–1 | 4–1 |     |     |     |     | 3–0 |     |     | 1–0 | 2–1 | 2–0 |     |

Utolsó felvett mérkőzés dátuma: 2024. április 28. 
Forrás: A bajnokság hivatalos honlapja 
1A hazai csapatok a bal oldali oszlopban szerepelnek.
Színek: Zöld = hazai győzelem; Sárga = döntetlen; Piros = vendéggyőzelem.
 

## Góllövőlista
Az alábbi lista a legalább 4 gólt szerző játékosokat tartalmazza.
- 10 gólos:
  -  José Salomón Rondón (Pachuca)
- 9 gólos:
  -  Uriel Antuna (Cruz Azul)
  -  Diber Cambindo (Necaxa)
- 8 gólos:
  -  Julián Andrés Quiñones (América)
  -  Henry Martín (América)
  -  Federico Viñas (León)
  -  Sergio Canales (Monterrey)
- 7 gólos:
  -  Víctor Guzmán (Guadalajara)
  -  Luis Amarilla (Mazatlán)
  -  Germán Berterame (Monterrey)
  -  Guillermo Martínez Ayala (Pumas)
  -  Juan Brunetta (Tigres)
- 6 gólos:
  -  Eduardo Aguirre (Atlas)
  -  Brandon Vazquez (Monterrey)
  -  André-Pierre Gignac (Tigres)
  -  Christian Rivera (Tijuana)
  -  Alexis Vega (Toluca)
  -  Jean Meneses (Toluca)
- 5 gólos:
  -  Diego Valdés Contreras (América)
  -  Roberto Alvarado (Guadalajara)
  -  José Paradela (Necaxa)
  -  Érick Sánchez (Pachuca)
  -  Alán Bautista (Pachuca)
  -  Nelson Deossa (Pachuca)
  -  Úszama Idríszi (Pachuca)
  -  Eduardo Salvio (Pumas)
  -  Pablo Barrera (Querétaro)
  -  Marcelo Flores (Tigres)
  -  Sebastián Córdova (Tigres)
  -  Nicolás Ibáñez (Tigres)
  -  Tiago Volpi (Toluca)
- 4 gólos:
  -  Salvador Reyes Chávez (América)
  -  Alejandro Zendejas (América)
  -  Aitor García (Juárez)
  -  Ángel Mena (León)
  -  Andrés Montaño (Mazatlán)
  -  Maximiliano Meza (Monterrey)
  -  Édgar Méndez (Necaxa)
  -  Ulises Rivas (Pumas)
  -  Ettson Ayón (Querétaro)
  -  Franck Boli (San Luis)
  -  Léo Bonatini (San Luis)
  -  Harold Preciado (Santos)
  -  Carlos González (Tijuana)
  -  Juan Pablo Domínguez Chonteco (Toluca)

## Sportszerűségi táblázat
A következő táblázat a csapatok játékosai által az alapszakasz során kapott lapokat tartalmazza. Egy kiállítást nem érő sárga lapért 1, egy kiállításért 3 pont jár. A csapatok növekvő pontsorrendben szerepelnek, így az első helyezett a legsportszerűbb közülük. Ha több csapat pontszáma, gólkülönbsége, összes és idegenben rúgott góljainak száma és a klubok együtthatója is egyenlő, egymás elleni eredményük pedig döntetlen, akkor helyezésüket a sportszerűségi táblázat alapján döntik el.
| Csapat         | Sárga lap | sárga lap · 2. sárga lap · kiállítva | kiállítva | Pontszám |
| -------------- | --------- | ------------------------------------ | --------- | -------- |
| Mazatlán       | 28        | 0                                    | 2         | 34       |
| Toluca         | 35        | 0                                    | 0         | 35       |
| Monterrey      | 26        | 0                                    | 3         | 35       |
| América        | 30        | 0                                    | 2         | 36       |
| Juárez         | 38        | 0                                    | 0         | 38       |
| San Luis       | 35        | 1                                    | 1         | 41       |
| Cruz Azul      | 37        | 1                                    | 1         | 43       |
| Santos Laguna  | 37        | 1                                    | 2         | 46       |
| Tijuana        | 48        | 0                                    | 0         | 48       |
| Puebla         | 37        | 0                                    | 4         | 49       |
| Tigres         | 34        | 0                                    | 5         | 49       |
| León           | 29        | 0                                    | 7         | 50       |
| CD Guadalajara | 44        | 1                                    | 2         | 53       |
| Atlas          | 34        | 2                                    | 6         | 58       |
| Pumas          | 43        | 0                                    | 5         | 58       |
| Pachuca        | 48        | 1                                    | 3         | 60       |
| Querétaro      | 51        | 3                                    | 1         | 63       |
| Necaxa         | 45        | 2                                    | 6         | 69       |